# کوزوپیناری (یومورتالیک)
کوزوپیناری (به ترکی استانبولی: Kuzupınarı) یک منطقهٔ مسکونی در ترکیه است که در یومارتالیک واقع شده‌است.